# Myiodactylus chrysopoides
Myiodactylus chrysopoides is een insect uit de familie van de Nymphidae, die tot de orde netvleugeligen (Neuroptera) behoort. 
Myiodactylus chrysopoides is voor het eerst wetenschappelijk beschreven door Navás in 1921.